# Redstedsgade Vandtårn
Redstedsgade Vandtårn i Sønderborg er bygget i 1926, og tegnet af arkitekt Wriedt. Tårnet er i dag lavet om til privat bolig